# Humboldt County (Nevada)
Humboldt County je okres na severu státu Nevada ve Spojených státech amerických. Žije zde přibližně 17 tisíc obyvatel. Správním městem okresu je Winnemucca, které je také jedinou obcí okresu (ostatní sídla se nacházejí v nezařazeném území). Celková rozloha okresu činí 25 014 km². Založen byl roku 1856 a jde tak o nejstarší nevadský okres. Pojmenován byl podle řeky Humboldt, která svůj název získala podle přírodovědce Alexandera von Humboldta.
Okres hraničí na severu se státem Oregon.